# デンマーク空軍

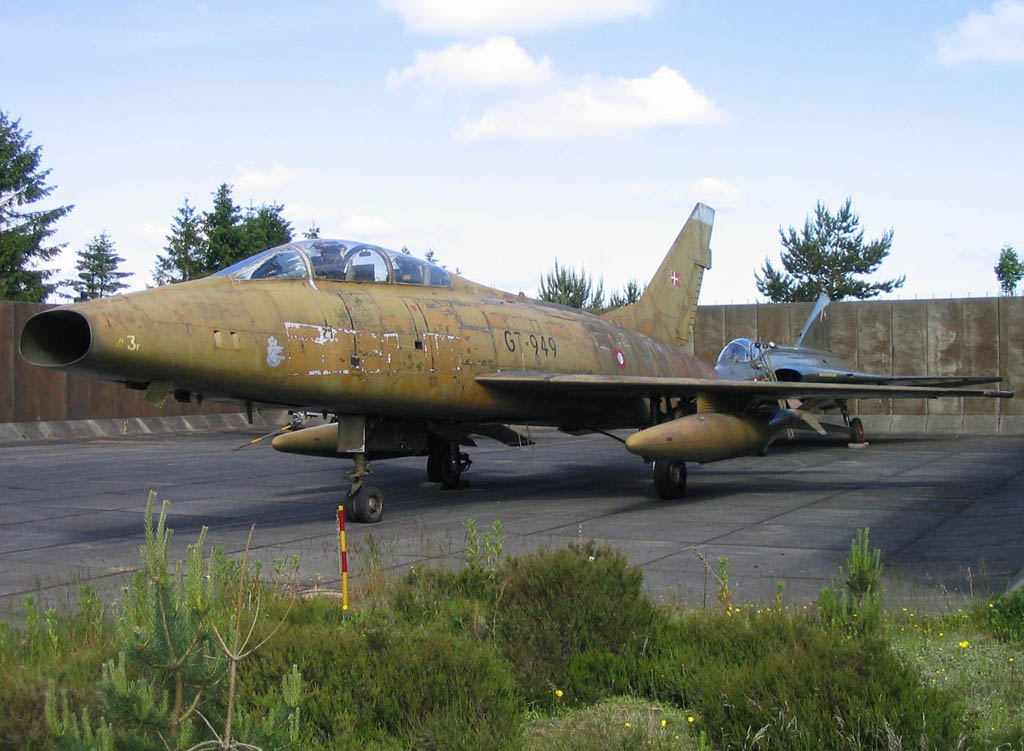
退役したRDAF TF-100F スーパーセイバー (2006年撮影)

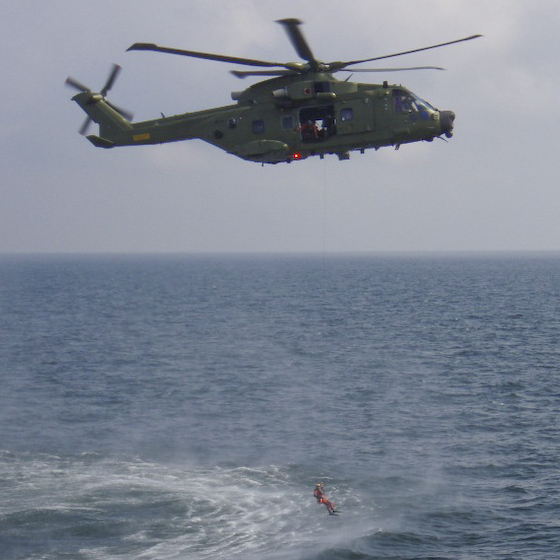
RDAF AW101

デンマーク空軍（デンマークくうぐん、丁: Flyvevåbnet、英: Royal Danish Air Force、略称：RDAF）は、本土防衛と国土安全保障のためにデンマークが保有する空軍である。

## 歴史
デンマーク軍による航空機の運用は、1911年12月14日に海軍航空隊、1912年7月2日に陸軍航空隊が新編されたことから始まる。第二次世界大戦中の1940年、ナチス・ドイツ軍の侵攻によりデンマークは占領され、1945年の解放まで国内では全ての軍事航空が禁止され、ドイツ空軍のみがデンマーク国内の空軍基地を建設・拡張していた。
第二次世界大戦後、デンマーク陸軍航空隊および海軍航空隊はスピットファイア戦闘機を運用していた。これらの航空隊は1950年10月1日の組織再編により統合され、デンマーク空軍として独立する。
スピットファイアは1956年まで運用され、1960年代からはF-104G戦闘機やF-100F戦闘機が運用された。1970年から1992年にかけてはサーブ 35 ドラケン戦闘機が配備され、1980年からはF-104Gの後継機としてF-16戦闘機を導入している。なお、2002年にはF-16の後継として、F-35A戦闘機の採用を決定し、F-35Aは最大48機まで導入する計画である。また、1973年に購入したC-130H輸送機を更新するため2004年からC-130J輸送機の調達を開始。2005年には修正プログラム（中期寿命更新）に基づくF-16戦闘機の改修が完了する。修正プログラムは1995年から開始されており、新型コンピュータや多機能ディスプレイほか各種航空電子機材を導入している。
冷戦終結後、1999年に大幅な組織改編を行い、平和維持活動などの国外派遣に適した組織に再編されている。そのため、2002年10月18日からアフガニスタンでの不朽の自由作戦にオランダ空軍とノルウェー空軍と協同で地上部隊支援を実施するためキルギスのマナス空軍基地に派遣されている。その後、2004年には北大西洋条約機構によるバルト三国の領空警備の一環としてバルト三国への派遣や、2011年3月のリビア飛行禁止空域での活動とその後の軍事介入に参加している。
2011年1月からはデンマーク海軍より海軍航空隊/艦載ヘリコプター部隊が移管され、第723飛行隊となり、海軍の艦載ヘリコプターは空軍が運用する形となった。

## 組織
2009年時点で現役兵総員約3,500人、内徴集兵は約140人で文民職員が約110人。パイロットの平均飛行時間は165時間/年。
- 空軍司令部（カーロプ空軍基地）
  - スクリュズストロプ戦闘航空団（Fighter Wing Skrydstrup スクリュズストロプ空軍基地）
    - 第727戦闘飛行隊（Eskadrille 727） - F-16AM/BM
    - 第730戦闘飛行隊（Eskadrille 730） - F-16AM/BM
    - ベースフライト・スクリュズストロプ（Base Flight FWSKP） - T-17
    - 航空機整備中隊（AMS）
    - 運用支援中隊（OSS）
    - 兵站支援中隊（LSS）
    - 予備役中隊（WRES）

  - オールボー輸送航空団（Air Transport Wing Aalborg オールボー空軍基地）
    - 第721飛行隊（721 Eskadrille） - C-130J-30、CL-600-2B16
    - 第721飛行隊分遣隊（Eskadrille 721 Det カンゲルルススアーク空港） - CL-600-2B16
    - ベースフライト・オールボー（Base Flight ATWAAL） - T-17
    - 航空機整備中隊（AMS）
    - 運用支援中隊（OSS）
    - 兵站支援中隊（LSS）
    - 予備役中隊（WRES）

  - カーロプ・ヘリコプター航空団（Helicopter Wing Karup カーロプ空軍基地）
    - 第722飛行隊（Eskadrille 722） - EH101 Mk.512
    - 第722飛行隊分遣隊（Eskadrille 722 Det オールボー空軍基地） - EH101 Mk.512
    - 第722飛行隊分遣隊（Eskadrille 722 Det スクリュズストロプ空軍基地） - EH101 Mk.512
    - 第722飛行隊分遣隊（Eskadrille 722 Det ロスキレ空港） - EH101 Mk.512
    - 第723飛行隊（Eskadrille 723） - MH-60R
    - 第724飛行隊（Eskadrille 724） - AS.550 C2
    - ベースフライト・カーロプ（Base Flight HWKAR） - T-17
    - カーロプ飛行学校（Flyveskolen Karup） - T-17
    - 航空機整備中隊（AMS）
    - 運用支援中隊（OSS）
    - 兵站支援中隊（LSS）
    - 予備役中隊（WRES）

  - 航空管制団（Air Control Wing カーロプ空軍基地）
    - カーロプ管理通報センター（CRC Karup）
    - 機動航空管制センター（MACC）
    - 統合データリンク運用センター（JDLOC）
    - スカーゲン・レーダー施設 - RAT-31DL（英語版）
    - ボーンホルム・レーダー施設 - S-723
    - スクリュズストロプ・レーダー施設 - AN/TPS-77

  - 作戦支援団（Operations Support Wing カーロプ空軍基地）
    - 戦術支援中隊（TS Sqn）
    - 基地防護中隊（BP Sqn）
    - 任務支援中隊（MS Sqn）
    - 航空団予備役中隊（WRES Sqn）

  - 空軍訓練センター（カーロプ空軍基地）
- デンマーク王立空軍士官学校（英語版）（FLOS ヴェアローセ（英語版））

## 基地
| 基地名                     | 所在地                             | 備考                   |
| -------------------------- | ---------------------------------- | ---------------------- |
| オールボー空軍基地         | 北ユラン地域オールボー             | オールボー空港と共用   |
| カーロプ空軍基地           | 中央ユラン地域ヴィボー＝ヘアニング | カーロプ空港と共用     |
| スクリュズストロプ空軍基地 | 南デンマーク地域ハザスリウ         | ヴォイインス空港と共用 |
| ロスキレ空港               | シェラン地域ロスキレ               |                        |
| カンゲルルススアーク空港   | ケカッタカンゲルルススアーク       |                        |
| ノード基地                 | 北東グリーンランド国立公園         |                        |
| 空軍士官学校               | デンマーク首都地域ヴェアローセ     |                        |

## 装備

### 固定翼機
| 名称        | 画像 | 製造国         | 種別     | 調達数現用数                | 備考               |
| ----------- | ---- | -------------- | -------- | --------------------------- | ------------------ |
| F-16AM/BM   |      | アメリカ合衆国 | 戦闘機   | F-16AM（77） F-16BM（20）30 |                    |
| F-35A       |      | アメリカ合衆国 | 戦闘機   | ※調達予定数270              |                    |
| C-130J-30   |      | アメリカ合衆国 | 輸送機   | 4                           |                    |
| CL-600-2B16 |      | カナダ         | 多用途機 | 4                           |                    |
| T-17        |      | スウェーデン   | 練習機   | 3227                        | 連絡機としても運用 |

### 回転翼機
| 名称         | 画像 | 製造国            | 種別             | 調達数現用数 | 備考                    |
| ------------ | ---- | ----------------- | ---------------- | ------------ | ----------------------- |
| AS.550 C2    |      | フランス          | 汎用ヘリコプター | 1211         |                         |
| EH101 Mk.512 |      | イタリア イギリス | 汎用ヘリコプター | 2014         | 6機をイギリス空軍へ移管 |
| MH-60R       |      | アメリカ合衆国    | 哨戒ヘリコプター | 9            | デンマーク海軍艦載機    |

## 階級
| 士官               |                      |   |                 |
| 空軍大将           | General              |   | OF-9            |
| 空軍中将           | Generalløjtnant      |   | OF-8            |
| 空軍少将           | Generalmajor         |   | OF-7            |
| 空軍准将           | Brigadegeneral       |   | OF-6            |
| 空軍大佐           | Oberst               |   | OF-5            |
| 空軍中佐           | Oberstløjnant        |   | OF-4            |
| 空軍少佐           | Major                |   | OF-3            |
| 空軍大尉           | Kaptajn              |   | OF-2            |
| 空軍先任中尉       | Premierløjtnant      |   | OF-1            |
| 空軍中尉           | Flyverløjtnant       |   | OF-1            |
| 空軍少尉           | Løjtnant             |   | OF-1            |
| 該当無し           | -                    | - | OF(D)           |
| 空軍士官候補生     | -                    | - | Student Officer |
| 准士官および下士官 |                      |   |                 |
| 空軍准尉           | Chefsergent          | - | OR-9            |
| 空軍上級曹長       | Seniorsergent        | - | OR-8            |
| 空軍曹長           | Oversergent          | - | OR-7            |
| 該当無し           | -                    | - | OR-6            |
| 空軍軍曹           | Sergent              | - | OR-5            |
| 空軍徴集軍曹       | Værnepligtig sergent | - | OR-5            |
| 空軍伍長           | Korporal             | - | OR-4            |
| 兵卒               |                      |   |                 |
| 空軍上等兵         | Flyverspecialist     | - | OR-3            |
| 空軍一等兵         | Flyveroverkonstabel  | - | OR-2            |
| 空軍二等兵         | Flyverkonstabel      | - | OR-1            |

## ギャラリー

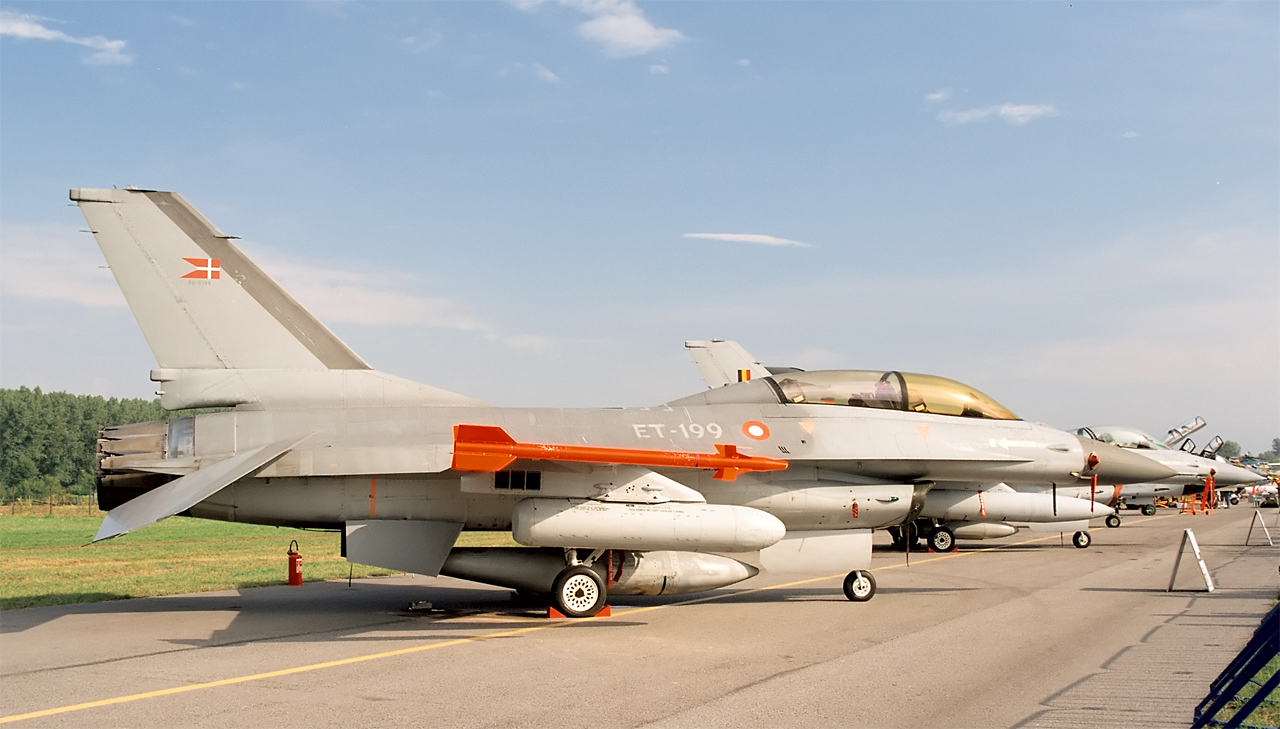
デンマーク空軍のF-16MLU戦闘機
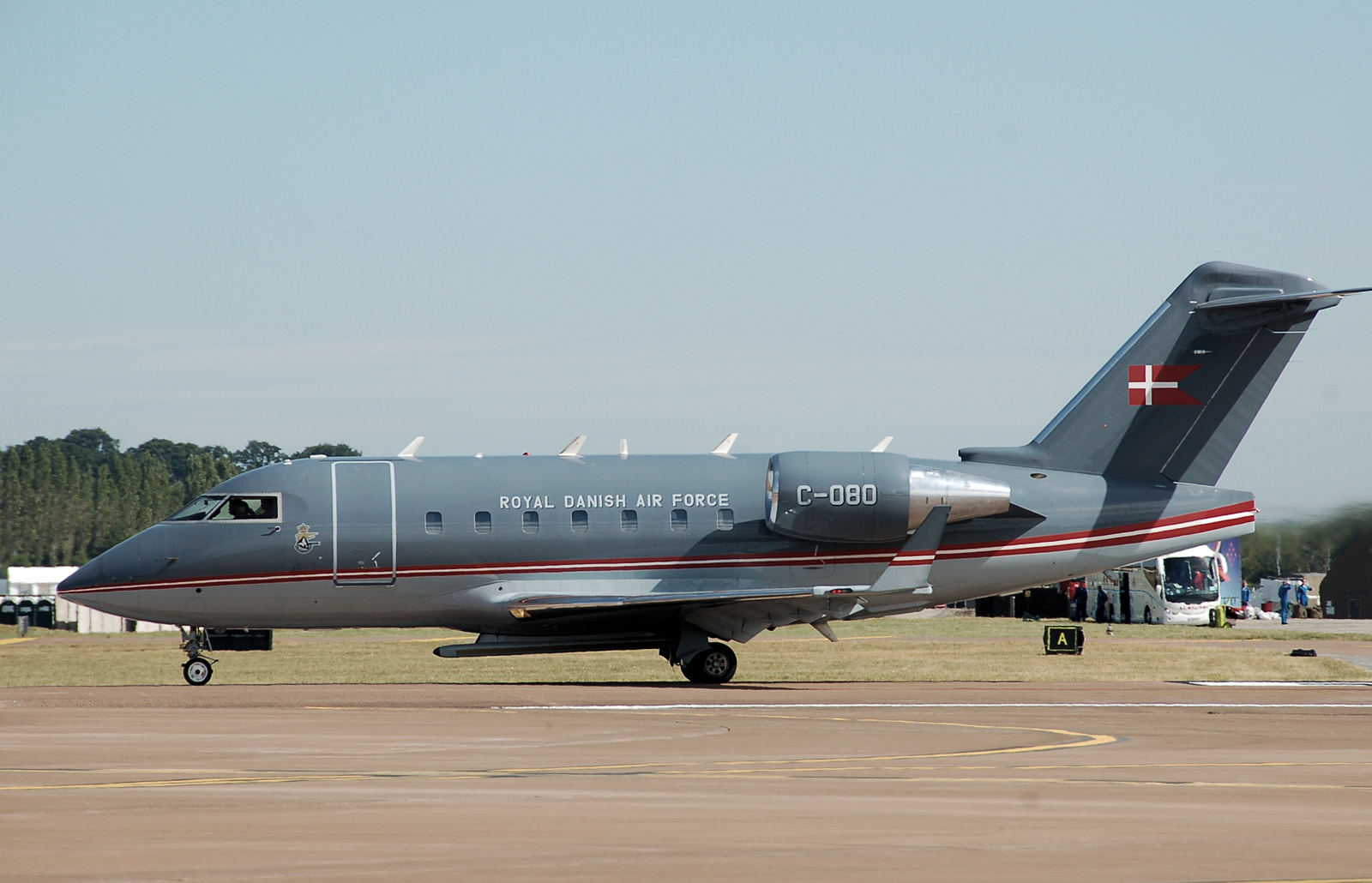
デンマーク空軍のボンバルディア CL-600-2B16多用途機
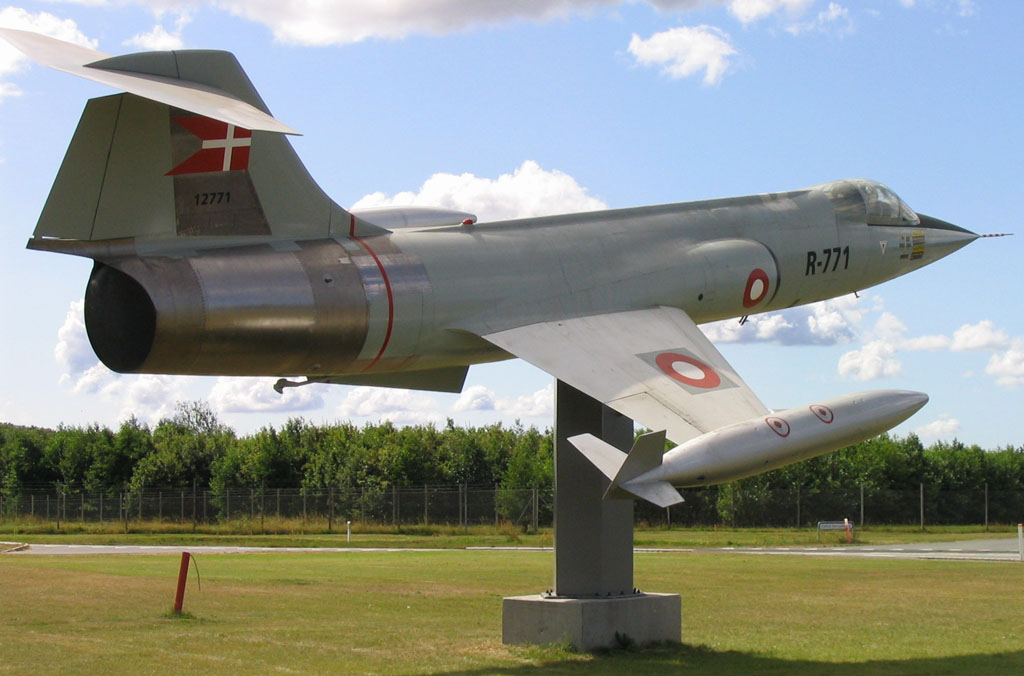
オールボー空軍基地で展示されているF-104戦闘機